# Raymond Boulanger
Pour les articles homonymes, voir Boulanger (homonymie).
Raymond Boulanger dit « le pilote de Casey » était un pilote de brousse et trafiquant de drogue québécois, né en 1948 à Rimouski et mort le 19 mars 2024 dans son condo de Montréal. Sa mort, de causes naturelles, est liée à un cancer rare qu'il combattait depuis des années.
Raymond a transporté de nombreux kilos de cocaïne pour le compte de Pablo Escobar et du cartel de Medellin. Il est le seul Québécois ayant travaillé avec Pablo.

## Carrière criminelle
Il a commencé à livrer de la drogue au début de sa vie d’adulte dans les années 1970 pour les Colombiens. Il a également formé plusieurs pilotes ainsi que construit différentes pistes d’atterrissage dans la jungle.
Durant les années 1980, Raymond Boulanger a travaillé pour la CIA,,.
En novembre 1992, il est arrêté à la suite d’une des plus grosses importations de drogue au Canada. Il a posé son avion, un Convair 580 avec un peu plus de 4 300 kg de cocaïne sur une ancienne piste d’atterrissage militaire à Casey dans la Haute-Mauricie. L’appareil était sous surveillance et des policiers l’attendaient de pied ferme, dans une embuscade. Raymond a été condamné à 23 ans de prison. Il obtient une libération conditionnelle en 2013.

## Évasions
Raymond s’est évadé à deux reprises de prison, en 1998 et en 2000.

## Télévision
En 2019, l’histoire de Raymond a fait l’objet d’une sérié-documentaire intitulée « Le dernier vol de Raymond Boulanger »,.
Une télé-série mettant en vedette son histoire avec le comédien Patrick Huard devait aussi être créée, mais n’a jamais vu le jour.